# Halcones Rojos Veracruz
Los Halcones Rojos de Veracruz es un club de básquetbol masculino que participa en la Liga Nacional de Baloncesto Profesional de México con sede en el Auditorio "Benito Juárez" en Veracruz, Veracruz.
Fundado en 2005, los Rojos consiguieron dos campeonatos nacionales en 2012 y 2014. Tras desaparecer en 2016, Veracruz regresó a la LNBP en 2023 junto a su nuevo equipo femenil, Rojas de Veracruz.

## Historia
Después de dos exitosas temporadas del equipo de baloncesto Halcones UV Xalapa, y de ver como la afición a este deporte iba en aumento en el Estado de Veracruz, se decidió adquirir una franquicia para que la ciudad de Veracruz tuviera un equipo de baloncesto y así seguir promoviendo este deporte en territorio veracruzano.
El 1 de mayo del año 2005 se realizó el anuncio oficial, el nacimiento de los Halcones de la Universidad Veracruzana Campus Veracruz (Halcones UV Veracruz). Con esto, el estado de Veracruz ya tendría dos equipos (ambos representando a la UV) participando en la LNBP, la liga de baloncesto más importante del país.

### Temporadas

#### 2005
"EL DEBUT"
Armando un equipo sin mucha planeación y a poco menos de un mes de iniciar la Temporada 2005, los Halcones Rojos (Llamados así por orden del gobernador Fidel Herrera Beltrán) sorprendieron a la liga al calificar al play-off en el segundo lugar de la Zona Sur.
Bajo las órdenes del entrenador mexicano José Luis "Satanás" Arroyos, y con un plantel inicial conformado por 15 jugadores: Karim Malpica, Oscar Castellanos (Capitán del equipo), Alonso Izaguirre, Héctor Martínez, Octavio Robles, Francisco Morales, Roberto Elicerio, Juan Escalante, Francisco Ibarra, así como los veracruzanos Iván Hernández, Antonio Valenzuela y Arnulfo Valenzuela, además de los estadounidenses Craig Jackson, Christopher Ferguson y Lataryl Williams; los Halcones Rojos iniciaron la temporada ante la Ola Roja del Distrito Federal con una derrota en calidad de visitante, sin embargo el equipo resultó ser la sorpresa de la temporada en su campaña de debut, al ser el segundo lugar de la zona Sur al término de su primera incursión en la liga.
Cabe destacar, que los tres extranjeros que comenzaron la temporada fueron cambiados por su bajo rendimiento, y fueron sustituidos por los también estadounidenses Antonio “La Chispa” Rivers, Carlus Groves y Jason Lawson.
En la primera ronda del play-off, los emplumados eliminaron a los Gambusinos de Fresnillo por 3 juegos a 1, pero la sorpresa terminó cuando los Lechugueros de León derrotaron 4-0 a los Halcones Rojos en las semifinales de zona.

#### 2006
"LA DECEPCIÓN"
Para la Temporada 2006 repitieron 7 de los 15 jugadores que participaron en la campaña del 2005, los cuales fueron: Oscar "El Diablo" Castellanos (Capitán del equipo), Alonso Izaguirre, Francisco Morales, Francisco Ibarra y los veracruzanos Iván Hernández, Antonio Valenzuela y Arnulfo Valenzuela; así como el entrenador José Luis "Satanás" Arroyos.
El equipo se reforzó en todas las posiciones con 7 nuevas incorporaciones, totalizando un Roster de 14 jugadores, entre las nuevas adquisiciones estuvieron: Jorge Rochín (Que venía de ser considerado el mejor jugador mexicano en la temporada 2005 con los Lechugueros de León), el mexicano-estadounidense Rafael Berumen (Procedente de la Fuerza Regia de Monterrey), el mexicano-estadounidense Daniel Anaya (Que venía de brillar con los Barreteros de Zacatecas) y el también mexicano-estadounidense José Escobedo (Que había brillado con los Halcones UV Xalapa, pero que solo estuvo un mes en el equipo). Además de los estadounidenses Charles Edward Byrd (Estrella en las ligas de Brasil, Venezuela y Francia), Eric Allen Strand (Estrella en la liga venezolana) y Terquin Mott (Superestrella en Venezuela); sin embargo el equipo resultó ser un fracaso total al no pasar de la primera ronda de postemporada al caer 3 juegos a 2 ante las Panteras de Aguascalientes en el propio Auditorio "Benito Juárez".
Por problemas de indisciplina, el equipo nunca dio lo que se esperaba de él, siendo totalmente inconsistente durante la temporada regular.
Cabe destacar que el único jugador extranjero que se mantuvo durante toda la temporada fue Charles “El Pájaro” Byrd, ya que Eric Allen Strand y Terquin Mott causaron baja a principios de la campaña. Otro de los extranjeros que también estuvo un tiempo en el equipo fue el estadounidense Toraino Johnson, sin embargo este tampoco cumplió con las expectativas y fue dado de baja. Finalmente los otros dos jugadores foráneos que terminaron la temporada con los Halcones Rojos fueron los también estadounidenses Justin Howard y Willie Bradford Davis Jr.

#### 2007-2008
"LA INDEPENDENCIA"
A comienzos del año 2007 la directiva del club anunció la desvinculación del equipo con respecto a la UV, quedando oficialmente nombrado como Halcones Rojos Veracruz.
Para esta Temporada 2007-2008 repitieron 7 jugadores de los 14 que participaron la campaña anterior, los cuales fueron: Oscar "El Diablo" Castellanos (Capitán del equipo), Alonso Izaguirre, Francisco Ibarra (Se ausentó un tiempo del equipo por problemas personales) y los veracruzanos Iván Hernández, Antonio Valenzuela y Arnulfo Valenzuela. Además del estadounidense Charles “El Pájaro” Byrd (Fue dado de baja por no recuperarse completamente de una lesión). A diferencia de las dos temporadas anteriores en que el equipo porteño fue dirigido por José Luis "Satanás" Arroyos, para esta campaña el nuevo entrenador del equipo fue Enrique Ortega, sin embargo debido a los malos resultados fue sustituido de manera interina por Adán Saldaña (Quien era el asistente de Ortega), para finalmente terminar el torneo bajo el mandato del entrenador estadounidense Chuck Michael Skarshaug.
Para este torneo se incorporaron 8 nuevos jugadores para totalizar un Roster de 15 elementos, los cuales fueron: Héctor Nungaray (Procedente de los Santos Reales de San Luis), César Briseño (Procedente de Santos Reales de San Luis, y que fue dado de baja), los veracruzanos Juan Manuel Esteva (Procedente de Gambusinos de Fresnillo), Jorge Luis Hernández (Jugador menor requerido por la liga), Omar González (Jugador menor requerido por la liga), así como el mexicano-estadounidense Rick Torres (Dado de baja a principios de la temporada); además de los estadounidenses Reggie Jordan (Ex NBA, y procedente de los Cometas de Querétaro con estatus de superestrella de la LNBP) y Lawrence Nelson (Procedente de los Algodoneros de la Comarca, y que llegó como el mejor Centro de la Liga de la temporada anterior, no obstante fue dado de baja por su bajo rendimiento).
Cabe señalar, que en sustitución Rick Torres llegó en su lugar Edgar Soto (Procedente de los Mayas de Yucatán). Así como Gerald Eaker (Lamentablemente tuvo que ser dado de baja a causa de una trombosis en una pierna), quien vino a cubrir la plaza que César Briseño dejara desocupada.
Por otra parte, el mexicano-estadounidense Gilberto Sánchez (Procedente de los Cometas de Querétaro) llegó para reforzar al equipo tras la ausencia de Francisco Ibarra. Así como el estadounidense Lamar Castile (Procedente de los Correcaminos UAT Victoria, y que duró menos de un mes en el equipo), quien vino a cubrir la baja del también jugador extranjero Charles "El Pájaro" Byrd (Al cual le ofrecieron el puesto de Asistente del Entrenador, y que no aceptó), quien no pudo recuperarse completamente de la lesión que sufriera en la final de la Zona Sur de la Copa Independencia ante los Lechugueros de León, a principios de la temporada.
Por otro lado, el estadounidense Casey Love se unió a la plantilla para ocupar la plaza que dejara la baja del también estadounidense Lawrence Nelson.
En el rubro de los jugadores extranjeros, el estadounidense Lawayne Gouard Da Juan estuvo a prueba para cubrir la baja de Lamar Castile, sin embargo este no cubrió las expectativas y no fue activado dentro del roster. Finalmente, el estadounidense Michael Joseph Adams vino a cubrir la plaza que dejara vacante el también estadounidense Lamar Castile.
En el último partido de la temporada regular ante los Pioneros de Quintana Roo, debutaron con los Halcones Rojos los juveniles Jorge Lohmann, Wilfredo Rodríguez y Alejandro Ruano; quienes junto a Jorge Hernández y Omar González quienes estuvieron durante toda la temporada con el equipo, hicieron que se cumpliera con la regla de 120 minutos jugados por elementos menores de 20 años.
Al término de la temporada 2007-2008, los Halcones Rojos concluyeron como el 12.º lugar de la Tabla General, y el 4.º lugar de la Zona Sur con marca de 25 ganados y 23 perdidos.
En la primera fase del play-off, los Halcones Rojos enfrentaron a los Pioneros de Quintana Roo, a los cuales les ganaron la serie por 3 juegos a 1, pasando así a la Semifinal de la Zona Sur. Sin embargo, los emplumados rojos cayeron en la Semifinal de Zona ante los Halcones UV Xalapa por 3 juegos a 1, en donde finalmente se resintieron las ausencias por lesión del capitán Oscar "El Diablo" Castellanos, Héctor Nungaray y Gerald Eaker.

##### Subcampeonato de la Copa Independencia
En el aspecto deportivo, en esta temporada el equipo logró llegar a su primera final desde que apareció en la liga, al alcanzar la final de la Copa Independencia al vencer a los Lechugueros de León en la final de la Zona Sur; sin embargo los Halcones Rojos sucumbieron ante los Lobos Grises de la UAD en la Final Nacional logrando así el Subcampeonato de la Copa Independencia 2007, y con esto su primer título desde su aparición en la LNBP en el año 2005.

#### 2008-2009
"LA LLEGADA DE MANOLO CINTRÓN"
Para esta Temporada 2008-2009 repitieron 5 jugadores de los 15 que participaron la campaña anterior, los cuales fueron: Oscar "El Diablo" Castellanos (Capitán del equipo), Alonso Izaguirre, Héctor "El Ratón" Nungaray, Gerald Eaker (Dado de baja por lesión) y el veracruzano Iván Hernández.
Para este torneo se incorporaron 10 nuevos jugadores para totalizar un Roster de 15 elementos, los cuales fueron: Miguel Ayala (Procedente de las Panteras de Aguascalientes), el mexicano-estadounidense Noah Brown (Procedente de los Algodoneros de la Comarca), el estadounidense naturalizado mexicano Michael Saulsberry (Procedente de los Lobos Grises de la UAD, pero que fue dado de baja casi empezando la temporada), los juveniles Melesio Uscanga y Raúl Navarro (Producto de las visorías que realizó la directiva), el dominicano Jack Michael Martínez (Jugador de renombre seleccionado de su país que debutó en la LNPB), el costarricense Hernol Hall (Seleccionado de su país procedente del Liceo de Costa Rica, y que también hizo su debut en la LNBP); además de los estadounidenses Cleotis Brown (Procedente del Quimsa de Argentina y exjugador de Halcones UV Xalapa), William McFarlan (Procedente del Quimsa de Argentina y debutante en la LNBP) y Calvin Cage (Procedente del baloncesto de Chipre, pero que fue dado de baja a principios de la temporada). Finalmente, el puertorriqueño Bobby Joe Hatton se incorporó al equipo en sustitución del Base Calvin Cage para totalizar una plantilla de 13 elementos, dado que las bajas de los Pívots Michael Saulsberry y Gerald Eaker no fueron cubiertas.
Cabe destacar que el equipo porteño comenzó la temporada bajo las órdenes del entrenador mexicano Luis Manuel "El Chango" López, pero este fue dado de baja por los malos resultados que obtuvo y por la mala relación que tenía con varios de los jugadores; y fue sustituido por el boricua Manolo Cintrón, entrenador de mucho prestigio en América Latina que venía de ganar el Centrobasket 2008 dirigiendo a la selección de su país.
En esta temporada, los emplumados rojos consiguieron marca de 34 victorias por 13 derrotas, y un partido suspendido ante las Panteras de Aguascalientes en la última jornada del torneo regular, quedando en el segundo lugar de la Zona Sur y cuarto de la Tabla General.
En la primera fase de la postemporada, los porteños eliminaron a los Santos Reales de San Luis por 3 juegos a 2; sin embargo cayeron en las semifinales de zona ante los Halcones UV Córdoba 4 juegos a 1, en donde indudablemente la baja de William McFarlan (sustituido por el estadounidense Jarret Stephens) por indisciplina pesó demasiado y terminó por acabar con las aspiraciones del equipo jarocho de llegar a la final de zona.

#### 2009-2010
"EL SUBCAMPEONATO"
Para esta Temporada 2009-2010 repitieron 6 jugadores de los 15 que participaron la campaña anterior, los cuales fueron: Oscar "El Diablo" Castellanos (Capitán del equipo), Alonso Izaguirre, Héctor "El Ratón" Nungaray, Miguel Ayala, Raúl Navarro y el veracruzano Melesio Uscanga.
Para este torneo se incorporaron 8 nuevos jugadores para totalizar hasta ese momento un Roster de 14 elementos, los cuales fueron: Joel Reynoso (Juvenil procedente de la UDLAP), Edward Ayileke (Juvenil procedente del ITESM), el veracruzano Domingo Montalvo (Procedente de los Venados de Nuevo Laredo), los puertorriqueños Carlos Rivera (Procedente de los Capitanes de Arecibo) y Ángelo Reyes (Procedente de los Gigantes de Carolina); además de los estadounidenses Daimon Gonner (Procedente de los Bravos de Piedras Negras), Lawrence Hill (Procedente de la Universidad de Stanford y que debutó como profesional) y Jeff Aubry (Procedente de los Dorados de Chihuahua).
Cabe señalar que debido a que el Consejo Directivo de la liga no le dio el aval al jugador Ángelo Reyes para jugar con estatus de latino, el también puertorriqueño Ricky Sánchez (Procedente de los Grises de Humacao) llegó para ocupar la plaza que este dejara vacante.
Por otro lado, el estadounidense Edner Elisma llegó al equipo para reemplazar a Jeff Aubry, debido a que este último se tuvo que ausentar del club por problemas personales.
Finalmente, el también estadounidense Dan Langhi llegó para reemplazar a su compatriota Edner Elisma, debido a que este no cumplió con las expectativas que de él se tenían. Sin embargo, en la ronda de Semifinales ante la falta de un Pívot natural, el estadounidense Larry Abney fue activado en sustitución del Alero Daimon Gonner, aunque este último se quedó con el equipo por si se hubiera necesitado volverlo a activar. Por último, el antiguano Lennox Mc Coy fue activado tras la lesión del Base puertorriqueño Carlos Rivera en la de ronda de Semifinales. Cabe señalar que el lesionado Rivera también se quedó con el equipo para apoyarlo desde la tribuna por el resto de la postemporada.

##### Subcampeonato de la LNBP
Al término de la fase regular de la Temporada 2009-2010, los Halcones Rojos lograron por primera vez en su historia el Súper Liderato General con récord de 32 ganados y 8 perdidos.
En la primera ronda del Play-off (octavos de final), los Halcones Rojos derrotaron a los Huracanes de Tampico por 3 juegos a 1. Ya en la ronda de los cuartos de final, los porteños vencieron a las Panteras de Aguascalientes por barrida de 3 juegos a 0.
En la ronda de Semifinales, los Halcones Rojos derrotaron a los Toros de Nuevo Laredo por 4 juegos a 2, logrando de esta manera llegar por primera vez en su historia a la Final de la LNBP.
En la Serie Final de la LNBP, los Halcones Rojos cayeron por 4 a 1 ante los Halcones UV Xalapa, consiguiendo de esta manera el Subcampeonato y dándole a la organización porteña el tercer título en la historia del club.

##### Campeonato de la LVB
El 20 de septiembre de 2009 en el Gimnasio Universitario "Miguel Ángel Ríos Torres" de la ciudad de Xalapa, Veracruz; el equipo "B" de los Halcones Rojos integrado en su mayoría por jugadores de las ligas locales, se coronó campeón de la primera edición de la Liga Veracruzana de Baloncesto (LVB), al imponerse a su similar de los Halcones UV Xalapa por 3 juegos a 2. Convirtiéndose así el equipo jarocho en el primer campeón de este circuito, y dándole a la organización porteña su segundo título en la historia de la franquicia.

##### Liga de las Américas 2009-10
Del 14 al 16 de diciembre de 2009, los Halcones Rojos participaron por primera vez en su historia en un torneo internacional, al formar parte del Grupo "B" de la Liga de las Américas 2009-10, certamen organizado por FIBA Américas. Dicho torneo se llevó a cabo en Isla de Margarita, Venezuela; en donde además de los porteños participaron los locales Espartanos de Margarita de Venezuela, el Flamengo de Brasil y los Capitanes de Arecibo de Puerto Rico.
El plantel que tomó parte en este certamen estuvo integrado por: Joel Reynoso, Miguel Ayala, Héctor Nungaray, Alonso Izaguirre, Melesio Uscanga, Lawrence Hill, Raúl Navarro, Carlos Rivera, Ricky Sánchez, Edward Ayileke; además de los refuerzos Arim Solares y David Crouse ambos procedentes de los Halcones UV Córdoba.
El equipo tuvo una muy buena actuación al ganar 2 de 3 partidos, ya que vencieron al Flamengo 76-73, y a los Capitanes de Arecibo 92-84. Desafortunadamente cayeron en doble tiempo extra contra los anfitriones Espartanos de Margarita 109-105, lo que a la postre los dejó fuera del "Final Four", ya que el equipo venezolano fue el que se clasificó a la ronda final por el criterio de desempate del "Dominio", no obstante haber tenido el mismo récord que los veracruzanos y una peor diferencia en el puntaje.

#### 2010-2011
"CUARTO LUGAR DE AMÉRICA"
Para esta Temporada 2010-2011 repitieron 11 jugadores de los 19 que participaron la campaña anterior, los cuales fueron: Oscar "El Diablo" Castellanos (Capitán del equipo), Héctor "El Ratón" Nungaray, Miguel Ayala, Raúl Navarro, Joel Reynoso, Edward Ayileke, el veracruzano Domingo Montalvo. Así como los estadounidenses Lawrence Hill, Jeff Aubry; y los puertorriqueños Carlos Rivera y Ricky Sánchez.
Para este torneo se incorporaron 6 nuevos jugadores para totalizar un Roster de 17 elementos, los cuales fueron: Arim Solares (Procedente de los Halcones UV Córdoba), Fernando Benítez (Juvenil procedente del ITESM), Juan Álvarez (Juvenil procedente de la UDLAP), los puertorriqueños Roberto Nieves (Procedente de los Cangrejeros de Santurce) y Carmelo Lee (Procedente de los Vaqueros de Bayamón, y que para la liga ocupó plaza de estadounidense); además del estadounidense Richard Roby (Procedente del Maccabi Haifa B.C.).
Cabe mencionar, que el entrenador puertorriqueño Eddie Casiano se hizo cargo del equipo jarocho, mientras Manolo Cintrón cumplía con su compromiso al frente de la Selección de baloncesto de Puerto Rico en el Mundial de Turquía. Cintrón, lo mismo que Ricky Sánchez y Carmelo Lee se incorporaron al equipo porteño al finalizar su participación en dicha justa.
Para hacerle espacio en el Roster a los boricuas Ricky Sánchez y Carmelo Lee, fueron dados de baja su compatriota Roberto Nieves y el estadounidense Richard Roby, aunque este último se quedó entrenando en el equipo por si se hubiera tenido la necesidad de activarlo nuevamente por alguna lesión o ausencia de alguno de los demás jugadores extranjeros del plantel. Sin embargo, debido a los malos resultados del equipo en las primeras 8 jornadas, así como por su bajo rendimiento fueron dados de baja el puertorriqueño Ricky Sánchez y Edward Ayileke, siendo sustituidos por el panameño Jaime Lloreda (Procedente de los Marinos de Anzoátegui) y el mexicano-estadounidense David Crouse (Procedente de los Soles de Mexicali). Finalmente, Alejandro Pérez Zarco (Procedente de los Lechugueros de León) se incorporó al equipo a principios del mes de diciembre cuando finalizó su carrera universitaria, quedando hasta ese momento un Roster de 16 jugadores. Sin embargo, debido a su bajo rendimiento fueron dados de baja el estadounidense Carmelo Lee y el mexicano-estadounidense David Crouse, siendo sustituidos por el Alero estadounidense Brandon Robinson (Procedente del Liaoning Dinosaurs de China) y el Base mexicano-estadounidense Paul Stoll (Procedente de los Algodoneros de la Comarca).
Por otro lado, Raúl Navarro causó baja al no entrar según él en los planes de juego, quedando finalmente un Roster de 15 jugadores.

##### Postemporada 2010-2011
Al término de la fase regular de la Temporada 2010-2011, los Halcones Rojos quedaron en el cuarto lugar de la Tabla General con récord de 25 ganados y 11 perdidos. Consiguiendo ser la mejor defensiva del torneo aceptando solamente 2468 puntos en 36 partidos disputados, para un promedio de 68.56 puntos por partido. Además lograron ser el mejor equipo como local con marca de 15 ganados y 3 perdidos.
En la primera ronda del Play-off, los Halcones Rojos derrotaron a los Lobos Grises de la UAD por barrida de 3 juegos a 0. En la segunda ronda de la postemporada, los Halcones Rojos cayeron por 3 juegos a 2 ante los Halcones UV Xalapa.

##### Liga de las Américas 2010-11

###### Ronda preliminar
Del 18 al 20 de enero de 2011, los Halcones Rojos participaron por segunda vez en su historia en un torneo internacional, al formar parte del Grupo "D" de la Liga de las Américas 2010-11, certamen organizado por FIBA Américas. Dicho torneo se llevó a cabo en Arecibo, Puerto Rico; en donde además de los porteños participaron los locales Capitanes de Arecibo de Puerto Rico, los Cocodrilos de Caracas de Venezuela y el Sionista de Paraná de Argentina.
El plantel que tomó parte en este certamen estuvo integrado por: Joel Reynoso, Miguel Ayala, Héctor Nungaray, Oscar Castellanos, Fernando Benítez, Paul Stoll, Lawrence Hill, Carlos Rivera, Jaime Lloreda; además de los refuerzos Anthony Pedroza (Procedente de los Soles de Mexicali), e Isaac Gutiérrez (Procedente de las Panteras de Aguascalientes).
En el primer partido de los Halcones Rojos en este torneo, los jarochos se impusieron por 92-88 Archivado el 17 de febrero de 2011 en Wayback Machine. a Sionista de Paraná. En la segunda jornada, los porteños derrotaron por 83-76 Archivado el 17 de febrero de 2011 en Wayback Machine. a los Cocodrilos de Caracas.
Calificados de antemano a la siguiente fase, los Halcones Rojos cayeron ante los locales Capitanes de Arecibo por 87-81 Archivado el 17 de febrero de 2011 en Wayback Machine., y de esta manera el equipo veracruzano se encontraba a la espera de saber en qué grupo de la siguiente fase participaría, así como la sede del mismo. Desafortunadamente, en este último encuentro sale gravemente lesionado Joel Reynoso, quien estaba teniendo una gran actuación en el partido.

###### Segunda fase
El 24 de enero de 2011, FIBA Américas anuncia que la ciudad de Veracruz sería la sede del "Grupo E" de la Segunda fase de la Liga de las Américas 2010-11 los días 3, 4 y 5 de febrero en el Auditorio "Benito Juárez" de esta ciudad, en donde además de los jarochos participaron los Capitanes de Arecibo de Puerto Rico, el Flamengo de Brasil y Peñarol de Mar del Plata de Argentina.
En esta segunda fase del torneo se permitieron realizar algunas modificaciones en cuanto al plantel, con respecto a la primera ronda, de esta manera, el equipo que representó a Halcones Rojos Veracruz estuvo conformado por: Arim Solares (Activado para esta fase), Anthony Pedroza, Paul Stoll, Jaime Lloreda, Miguel Ayala, Héctor Nungaray, Brandon Robinson (Activado para esta fase), Fernando Benítez, Isaac Gutiérrez, Carlos Rivera; así como los nuevos refuerzos David Crouse (Jugador libre que estuvo anteriormente en el equipo), y Hugo Carrillo (Procedente de los Potros ITSON de Obregón). En el cuerpo técnico debutó Oscar "Diablo" Castellanos como asistente de Manolo Cintrón.
En el primer partido de los Halcones Rojos en esta fase, los jarochos se impusieron por 81-77 Archivado el 17 de febrero de 2011 en Wayback Machine. al Flamengo. En la segunda jornada, los porteños derrotaron por 87-84 Archivado el 17 de febrero de 2011 en Wayback Machine. a los Capitanes de Arecibo.
En la última jornada, los Halcones Rojos Veracruz derrotaron a Peñarol de Mar del Plata por 77-68 Archivado el 17 de febrero de 2011 en Wayback Machine., calificando de forma invicta y por primera vez en su historia al "Final Four" de la Liga de las Américas,
el cual se celebró el 4, 5 y 6 de marzo de 2011 en el Gimnasio de la USBI de Xalapa, Veracruz.

###### "Final Four"
Debido a la baja por lesión de Miguel Ayala, y porque FIBA Américas permitió que los equipos hicieran algunos movimientos en la plantilla previos al "Final Four", el equipo que defendió los colores de Halcones Rojos en esta instancia estuvo conformado por Arim Solares, Anthony Pedroza, Paul Stoll, Jaime Lloreda, Héctor Nungaray, Brandon Robinson, Fernando Benítez, Isaac Gutiérrez, Hugo Carrillo, Carlos Rivera; y los nuevos refuerzos Alonso Izaguirre (Procedente de la Fuerza Regia de Monterrey, y quien es uno de los jugadores históricos que ha tenido el club), y Jorge Casillas (Procedente de las Panteras de Aguascalientes).
En el "Final Four", además de los jarochos participaron los Capitanes de Arecibo de Puerto Rico, los locales Halcones UV Xalapa de México, y Regatas Corrientes de Argentina.
En el primer partido de los Halcones Rojos en el "Final Four", los jarochos cayeron por 70-68 Archivado el 10 de julio de 2011 en Wayback Machine. ante los Capitanes de Arecibo. En la segunda jornada, los porteños derrotaron por 74-70 Archivado el 10 de julio de 2011 en Wayback Machine. a Regatas Corrientes.
En la última jornada, y ya sin ninguna posibilidad de poder ganar el torneo, ya que en el partido previo Regatas Corrientes se había coronado como campeón, los Halcones Rojos cayeron ante los locales Halcones UV Xalapa por 87-81 Archivado el 10 de julio de 2011 en Wayback Machine., quedando finalmente en la cuarta posición en el certamen.

#### 2011-2012
"EL ANSIADO CAMPEONATO"
Para la Temporada 2011-2012 repitieron 7 jugadores de los 15 que terminaron la campaña anterior, los cuales fueron: Héctor "El Ratón" Nungaray, Miguel Ayala, Joel Reynoso, Arim Solares, Fernando Benítez; así como el mexicano-estadounidense Paul Stoll y el puertorriqueño Carlos Rivera (Nuevo Capitán del equipo).
Para este torneo se incorporaron 7 nuevos jugadores para totalizar un Roster de 14 elementos, los cuales fueron: Noé Alonzo (Procedente de los Halcones UV Xalapa), Isaac Gutiérrez (Procedente de las Panteras de Aguascalientes, y que reforzó al equipo en la LDA 2010-11), Hugo Carrillo (Procedente de los Potros ITSON de Obregón, y que reforzó al equipo en la LDA 2010-11), los puertorriqueños David Cortés (Procedente de los Capitanes de Arecibo) y Ramón Clemente (Procedente de los Indios de Mayagüez, y que para la liga ocupó plaza de estadounidense); además del estadounidense Shaun Pruitt (Procedente de los Mets de Guaynabo) y el venezolano Gregory Vargas (Procedente de los Marinos de Anzoátegui). Sin embargo, debido a que Ramón Clemente tenía un compromiso previo con un club de Israel, el venezolano Luis Bethelmy (Procedente de los Cocodrilos de Caracas) llegó para sustituirlo. Asimismo, el estadounidense Jeff Aubry (Procedente de los Capitanes de Arecibo, y que retornó al club por tercera ocasión) se incorporó al equipo en sustitución de su compatriota Shaun Pruitt.
Para esta campaña el entrenador puertorriqueño Eddie Casiano fue contratado para dirigir a la quinteta veracruzana de manera definitiva, el cual se hizo cargo del equipo jarocho interinamente la temporada anterior, mientras Manolo Cintrón cumplía con su compromiso al frente de la Selección de baloncesto de Puerto Rico en el Mundial de Turquía.
Al término de esta temporada, los Halcones Rojos quedaron en la primera posición de la clasificación general con marca de 34 juegos ganados por solo 6 perdidos, para conseguir un total de 74 puntos. Además fueron el mejor equipo en calidad de local con récord de 19-1 en ganados y perdidos, y también el mejor visitante con 15 victorias y solo 5 derrotas.
También fueron la mejor defensiva del circuito al aceptar solamente 2745 puntos, para un promedio de 68.62 por partido.
Cabe destacar que desde su llegada al baloncesto profesional mexicano, Halcones Rojos Veracruz no había tenido tan buenos números como en esta campaña. Su mejor temporada había sido la 2009-2010 cuando también finalizaron en el primer lugar general y llegaron a la gran final con Manolo Cintrón al frente.
En esa ocasión, la quinteta porteña finalizó con 32 triunfos por 8 derrotas. De esas ocho, en casa perdieron dos y el resto de visita. Ahora, con igual número de partidos y dirigidos por Eddie Casiano en su primera incursión en el baloncesto mexicano, el equipo jarocho llegó a las 34 victorias por solamente 6 derrotas, y de estas en casa nada más Soles de Mexicali pudo llevarse el triunfo. Además solo un equipo pudo hacerles más de 100 puntos (Pioneros de Quintana Roo) y a varios de ellos dejaron en menos de 70 unidades en contra.

##### Postemporada 2011-2012
En la ronda de los Cuartos de Final dentro de los Play-offs, los Rojos derrotaron a los Barreteros de Zacatecas por barrida de 4 juegos a 0, y obtuvieron así su pase a la ronda de Semifinales.
En la fase de Semifinales, los Halcones Rojos se enfrentaron a los Pioneros de Quintana Roo, a los cuales derrotaron por barrida de 4 juegos a 0, logrando de esta manera llegar a su segunda final en su historia dentro de la LNBP.
El lunes 13 de febrero de 2012 los Halcones Rojos Veracruz concluyeron una gran temporada al obtener el campeonato de la LNBP por primera vez en su historia, al derrotar en la Serie Final a los Toros de Nuevo Laredo por 4 juegos a 1, coronándose el equipo jarocho en calidad de visitante en el propio Gimnasio Multidisciplinario de Nuevo Laredo de Nuevo Laredo, Tamaulipas.

##### Para la Historia
Cabe destacar, que además del gran desempeño que tuvo el equipo veracruzano en la temporada regular, en la postemporada también tuvo un impresionante récord de 12 victorias por solamente una derrota. Y durante toda la temporada, incluyendo la etapa regular y los Play-offs, nunca perdieron 2 partidos seguidos.
Tras lograr el campeonato, muchos de los aficionados que vieron el partido por TV en las pantallas gigantes que fueron colocadas en el Auditorio "Benito Juárez" de la ciudad de Veracruz, festejaron el título de los Halcones Rojos realizando una marcha desde este lugar hasta el zócalo de la ciudad. Más de 400 personas caminaron por la avenida Díaz Mirón, pasando por Independencia, para festejar en el centro de la ciudad porteña. Asimismo, automóviles particulares circularon detrás de la marcha demostrando su alegría con los cláxones de sus coches.
El martes 14 de febrero de 2012, tras su arribo al Aeropuerto "Heriberto Jara Corona" de la ciudad y puerto de Veracruz pasadas las 8 de la noche, fueron recibidos los integrantes del equipo por casi un centenar de fieles aficionados, encabezados por "Yeyo" la mascota del equipo con pancartas, lonas y porras. Pasadas las 9 de la noche, el Auditorio "Benito Juárez" fue el escenario donde los esperaban otro numeroso grupo de aficionados. En medio de aplausos, olés, campeón, campeón, estalló la algarabía cuando los jugadores aparecieron en la duela "José Díaz Vega" con "Yeyo" portando el deseado trofeo que después cada jugador tuvo entre sus manos. Luego de convivir un rato con los aficionados, el equipo se dirigió al turibús que los llevó a hacer un recorrido por las principales calles de la ciudad hacia el Zócalo. En el Zócalo fueron invitados especiales al inicio de las festividades carnestolendas del puerto de Veracruz.
El miércoles 15 de febrero de 2012, los Halcones Rojos encabezados por su presidente Leónides Rodríguez, cumplieron la promesa hecha al inicio de la temporada a los niños del área de Oncología del Hospital Regional de Veracruz de regresar con el campeonato. Con la Copa de Campeón en las manos, los integrantes del equipo arribaron al nosocomio para convivir por tercera vez consecutiva con los niños ahí atendidos, además de estar presentes dentro de los festejos del Día Mundial del Niño con Cáncer.
El jueves 16 de febrero de 2012, como colofón a esta gran temporada del equipo porteño, los jugadores de la quinteta jarocha convivieron con sus aficionados por espacio de poco más de una hora firmando autógrafos y tomándose fotos. Al final de esta convivencia, los jugadores se despidieron porque casi el cien por ciento de los jugadores viajaría a su país o ciudad de origen.
Con el título obtenido por el equipo emplumado, la ciudad de Veracruz volvió a celebrar un campeonato en el ámbito deportivo (en una liga de primera categoría). Tuvieron que transcurrir 42 años para que la afición jarocha volviera a celebrar un campeonato en el deporte profesional, ya que antes de los Halcones Rojos, el último campeonato de un equipo del puerto fue el conseguido por los Rojos del Águila de Veracruz en la Liga Mexicana de Béisbol en 1970.
Como dato sobresaliente, con la consecución del título en la Liga Nacional de Baloncesto Profesional, por el cual la quinteta porteña fue felicitada por el gobernador Javier Duarte de Ochoa, los Halcones Rojos Veracruz se convirtieron en el primer equipo del Estado de Veracruz en conseguir tanto el campeonato de la LNBP, como el de la Liga Veracruzana de Baloncesto (LVB), el cual obtuvieron en 2009.
- CAMPEONES de la LNBP - Halcones Rojos Veracruz.

#### 2012-2013
"EL RETROCESO"
Para la Temporada 2012-2013 repitieron 9 jugadores de los 14 del equipo que salió campeón la campaña anterior, los cuales fueron: Noé Alonzo (Nuevo Capitán del equipo), Arim Solares, Fernando Benítez, Hugo Carrillo, Isaac Gutiérrez, Joel Reynoso; así como el puertorriqueño Carlos Rivera, el venezolano Luis Bethelmy y el estadounidense Jeff Aubry. Además de la continuidad del entrenador Eddie Casiano.
Para este torneo se incorporaron 6 nuevos jugadores para totalizar un Roster de 15 elementos, los cuales fueron: Elvis Medina (Procedente de los Huracanes de Tampico), Francisco Cruz (Procedente de la Fuerza Guinda de Nogales), los estadounidenses naturalizados mexicanos Leroy Davis (Procedente de los Huracanes de Tampico) y Mike Mitchell (Procedente de la Fuerza Regia de Monterrey); además de los mexicano-estadounidenses Karim Scott Rodríguez (Reclutado de las visorías realizadas en Los Ángeles) y Marco Ramos (Reclutado de las visorías realizadas en Los Ángeles).
Para cubrir la baja por lesión del puertorriqueño Carlos Rivera, su compatriota Filiberto Rivera se unió al equipo procedente de los Gaiteros del Zulia de Venezuela. Por otro lado, para cubrir la ausencia temporal del venezolano Luis Bethelmy, el panameño Danilo Pinnock se incorporó al club procedente del Uniceub BRB de Brasil. Por otra parte, ante la partida de Filiberto Rivera por compromisos previos a su llegada al equipo jarocho, el estadounidense Curtis Stinson llegó para sustituirlo procedente del Cedevita Zagreb de Croacia. Finalmente el venezolano Luis Bethelmy se reincorporó al equipo para cubrir la baja por lesión del estadounidense Jeff Aubry. Cabe señalar que tanto el puertorriqueño Carlos Rivera como el estadounidense Jeff Aubry continuaron con el equipo veracruzano hasta el final de la temporada, previendo alguna posible lesión de los jugadores extranjeros en la postemporada.
Al término de la temporada, los Halcones Rojos quedaron en la segunda posición de la clasificación general con marca de 32 juegos ganados por solo 8 perdidos, para conseguir un total de 72 puntos. Además fueron el tercer mejor equipo en calidad de local con récord de 17-3 en ganados y perdidos, y el segundo mejor visitante con 15 victorias y solo 5 derrotas.
Por tercera campaña consecutiva fueron la mejor defensiva del circuito al aceptar solamente 2968 puntos, para un promedio de 74.20 por partido.

##### Postemporada 2012-2013
En la ronda de los Cuartos de Final dentro de los Play-offs, los Rojos derrotaron a la Fuerza Regia de Monterrey por 4 juegos a 2, y obtuvieron así su pase a la ronda de Semifinales.
En la fase de Semifinales, los Halcones Rojos se midieron ante los Toros de Nuevo Laredo, cayendo en la serie por 4 a 3 perdiendo los dos últimos juegos en calidad del local.

#### 2013-2014
"EL BICAMPEONATO"
Para la Temporada 2013-2014 repitieron 6 jugadores de los 17 que terminaron la campaña anterior, los cuales fueron: Fernando Benítez, Hugo Carrillo, Isaac Gutiérrez, Francisco Cruz, Marco Ramos y el puertorriqueño Carlos Rivera (Capitán del equipo). Además de la continuidad del entrenador Eddie Casiano.
Para este torneo se incorporaron 9 nuevos jugadores para totalizar un Roster de 15 elementos, los cuales fueron: Brandon Heredia (Procedente de los Correcaminos UAT Victoria), Jorge Casillas (Procedente de las Panteras de Aguascalientes, y que reforzó al equipo en la LDA 2010-11), Jesús González (Procedente de los Huracanes de Tampico), los puertorriqueños Filiberto Rivera (Procedente de los Caciques de Humacao, y que participara con el equipo la temporada anterior) y David Huertas (Procedente de las Panteras de Aguascalientes), el dominicano Edward Santana (Procedente de los Gaiteros del Zulia); además de los mexicano-estadounidenses Adrián Zamora (Procedente de los Huracanes de Tampico), Salvador Cuevas (Procedente de los Barreteros de Zacatecas) y Javier Ramos (Reclutado de las visorías realizadas en Los Ángeles). Posteriormente, el estadounidense naturalizado mexicano Mike Mitchell, quien la campaña pasada vistiera la casaca de Halcones Rojos Veracruz, regresó al equipo para esta temporada. Asimismo, causaron baja Javier Ramos, Brandon Heredia y Salvador Cuevas, para dejar momentáneamente un Roster de 13 elementos. Cabe mencionar que ante la baja por lesión del puertorriqueño David Huertas, el estadounidense James Maye (Procedente de los Titanes del Licey) se incorporó al equipo para cubrir dicha plaza de extranjero. Por otra parte, el juvenil Josué Ruiz (Procedente de la UDLAP) se incorporó al equipo para completar un roster de 14 elementos. Por otro lado, el estadounidense Leroy Hickerson (Procedente de los Halcones UV Xalapa) llegó al equipo en reemplazo de su compatriota James Maye, quien fue dado de baja por no cumplir con las expectativas del club. Finalmente, el mexicano-estadounidense Brody Angley (Procedente de los Toros de Nuevo Laredo) llegó al equipo en sustitución de Mike Mitchell. Cabe destacar que tras el abandono del dominicano Edward Santana, el puertorriqueño Renaldo Balkman (Procedente de los Brujos de Guayama) llegó a cubrir esa plaza de foráneo. Por último, cabe señalar que debido a la lesión de Filiberto Rivera y a algunas complicaciones administrativas en el trámite de naturalización de Carlos Rivera, la directiva del club dio a conocer el alta de este último. Así como la reincorporación de Mike Mitchell en lugar de Josué Ruiz, quedando nuevamente una plantilla de 13 jugadores. No obstante, tras la lesión de Renaldo Balkman en la serie final, el estadounidense Andre Emmett (Procedente de los Cocodrilos de Caracas) llegó a suplirlo en tanto éste se recuperaba al cien por ciento. Una vez recuperado Renaldo Balkman, Leroy Hickerson fue desactivado para hacerle lugar en el roster.
Al término de la temporada, los Halcones Rojos quedaron en la primera posición de la clasificación general con marca de 33 juegos ganados por solo 7 perdidos, para conseguir un total de 73 puntos. Además fueron el mejor equipo en calidad de local con récord de 19-1 en ganados y perdidos, y también el mejor visitante con 14 victorias y solo 6 derrotas.
Por cuarta campaña consecutiva fueron la mejor defensiva del circuito al aceptar solamente 3029 puntos, para un promedio de 75.73 por partido.

##### Postemporada 2013-2014
En la ronda de los Cuartos de Final dentro de los Play-offs, los Rojos derrotaron a los Huracanes de Tampico por 4 juegos a 1, y obtuvieron así su pase a la ronda de Semifinales.
En la fase de Semifinales, los Halcones Rojos se midieron ante los Halcones Xalapa, a los cuales barrieron en la serie por 4 a 0, logrando de esta manera el equipo jarocho llegar por tercera vez en su historia a la final de la LNBP.
El jueves 10 de abril de 2014 los Halcones Rojos Veracruz concluyeron una gran temporada al obtener el campeonato de la LNBP por segunda vez en su historia, al derrotar en la Serie Final a los Pioneros de Quintana Roo por 4 juegos a 3, coronándose el equipo jarocho en calidad de local en el Auditorio "Benito Juárez" de Veracruz, Veracruz.
Cabe destacar la gran actuación que tuvo el puertorriqueño Renaldo Balkman en la postemporada, en donde lideró en siete departamentos: Créditos con 383, Puntos con 315, Tiros de 2 con 115, Tiros Libres con 82, Faltas Recibidas con 83, Robos de Balón] con 30 y Tapones con 30. Asimismo Brody Angley lideró el departamento de Asistencias con 55.
- HALCONES ROJOS VERACRUZ - CAMPEÓN 2013-2014.

#### 2014-2015
"LA INCERTIDUMBRE"
Para la Temporada 2014-2015 repitieron 6 jugadores de los 14 que terminaron la campaña anterior, los cuales fueron: Fernando Benítez, Francisco Cruz (Capitán del equipo), Marco Ramos, Adrián Zamora, Jesús González y Mike Mitchell. Además de la continuidad del entrenador Eddie Casiano.
Para este torneo se incorporaron 7 nuevos jugadores para totalizar un Roster de 13 elementos, los cuales fueron: Israel Gutiérrez (Juvenil procedente del ITESM), Ramsés Suárez (Producto de las visorías que realizó el club), el mexicano-estadounidense Quentin Gonzales (Procedente de los Toros de Nuevo Laredo), el mexicano-argentino Cristian Cortés (Procedente de los Estudiantes de Concordia), el puertorriqueño David Huertas (Procedente de los Piratas de Quebradillas, y que participara con el equipo la temporada anterior); además de los estadounidenses Larry Owens (Procedente del Iowa Energy) y Terrell Holloway (Procedente de los Atléticos de San Germán). Posteriormente el mexicano-estadounidense Paul Stoll se incorporó al equipo en sustitución de Mike Mitchell, y el estadounidense Devin Ebanks (Procedente del Bnei Herzliya) llegó en sustitución de su compatriota Larry Owens. Finalmente fueron dados de baja Ramsés Suárez y Quentin Gonzales, quedando una plantilla de 11 jugadores.
Al término de la temporada, los Halcones Rojos quedaron en la primera posición de la clasificación general con marca de 32 juegos ganados por solo 8 perdidos, para conseguir un total de 72 puntos. Además fueron el mejor equipo en calidad visitante con récord de 14 victorias y solo 6 derrotas.
Cabe mencionar que esta temporada el club pasó por graves problemas financieros, lo que trajo como consecuencia la falta de pago a los jugadores, y debido a esta falta de pago el plantel se negó a entrenar en plena postemporada. Esto, aunado a otros problemas que se presentaron al final del torneo, dejó en entredicho la participación del equipo para la siguiente temporada.

##### Postemporada 2014-2015
En la ronda de los Cuartos de Final dentro de los Play-offs, los Rojos derrotaron a los Gigantes del Estado de México por 4 juegos a 2, y obtuvieron así su pase a la ronda de Semifinales.
En la fase de Semifinales, los Halcones Rojos se midieron ante los Soles de Mexicali, ante los cuales cayeron por 4 a 2, concluyendo de esta forma su participación en dicha campaña.

##### Liga de las Américas 2015

###### Ronda preliminar
Del 30 de enero al 1 de febrero de 2015, los Halcones Rojos participaron por tercera vez en su historia en un torneo internacional, al formar parte del Grupo "C" de la Liga de las Américas 2015, certamen organizado por FIBA Américas. Dicho torneo se llevó a cabo en Corrientes, Argentina; en donde además de los porteños participaron los locales Regatas Corrientes de Argentina, los Marinos de Anzoátegui de Venezuela y el Paulistano de Brasil.
El plantel que tomó parte en esta fase estuvo integrado por: Paul Stoll, Adrián Zamora, Marco Ramos, Francisco Cruz, Jesús González, Fernando Benítez, Cristian Cortés, Quentin Gonzales, Israel Gutiérrez, Devin Ebanks, David Huertas y Terrell Holloway.
En el primer partido de los Halcones Rojos en este torneo, los jarochos se impusieron por 89-84 al Paulistano. En la segunda jornada, los porteños derrotaron por 91-76 a los Marinos de Anzoátegui.
Calificados de antemano a la siguiente fase, los Halcones Rojos cayeron ante los locales Regatas Corrientes por 70-56, y de esta manera el equipo veracruzano estaba a la espera de saber en qué grupo de la siguiente fase participaría, así como la sede del mismo.
Cabe destacar que Francisco Cruz fue seleccionado como el escolta del quinteto ideal de la primera fase de la Liga de las Américas 2015.

###### Semifinales
Del 27 de febrero al 1 de marzo de 2015, los Halcones Rojos disputaron la fase de Semifinales de la Liga de las Américas 2015, al formar parte del "Grupo F" celebrado en la ciudad de Mar del Plata, Argentina;  en donde además de los porteños participaron los locales Peñarol de Mar del Plata de Argentina, los Trotamundos de Carabobo de Venezuela y el Flamengo de Brasil.
El plantel que tomó parte en esta fase estuvo integrado por: Paul Stoll, Adrián Zamora, Marco Ramos, Francisco Cruz, Jesús González, Fernando Benítez, Cristian Cortés, Israel Gutiérrez, Devin Ebanks, David Huertas y Terrell Holloway.
En el primer partido de los Halcones Rojos en esta fase, los jarochos cayeron por 92-62 ante el Flamengo. En la segunda jornada, los porteños perdieron por 83-63 ante el Peñarol de Mar del Plata. Finalmente en la última jornada, los Halcones Rojos derrotaron a los Trotamundos de Carabobo por 84-67, cerrando con una victoria su participación en esta edición de la Liga de las Américas.

#### 2015-2016
"LA DESAPARICIÓN"
Después de varios meses de incertidumbre, el domingo 23 de agosto de 2015 el club anunció de manera oficial su continuidad en la LNBP a través de un comunicado. Asimismo, el miércoles 2 de septiembre del mismo año se anunció que la institución saldaría los adeudos que tenían con los jugadores antes de comenzar la temporada.
Por otro lado, se presentó al diputado Tarek Abdalá como el nuevo presidente del club, además de confirmar la continuidad del puertorriqueño Eddie Casiano como el entrenador del equipo.
Para la Temporada 2015-2016 repitieron 5 jugadores de los 11 que terminaron la campaña anterior, los cuales fueron: Fernando Benítez, Marco Ramos (Capitán del equipo), Adrián Zamora, Cristian Cortés e Israel Gutiérrez.
Para este torneo se incorporaron 9 nuevos jugadores para totalizar un Roster de 14 elementos, los cuales fueron: Isaac Gutiérrez (Procedente de los Dorados de Chihuahua, y que regresó al equipo después de un año de ausencia), Daniel Onofre (Procedente de los Náuticos de Mazatlán), Diego Herrera (Procedente de los Náuticos de Mazatlán), Ramsés Suárez (Procedente de los Manzaneros Premier de Cuauhtémoc, y que participara con el equipo la temporada anterior), José Estrada (Procedente de los Soles de Mexicali), el cordobés Ricardo Calatayud (Juvenil procedente de la UPAEP); así como los mexicano-estadounidenses Aarón Pérez (Procedente de los Pioneros de Delicias), Daniel Bejarano (Juvenil procedente de los Colorado State Rams) y Michael Pérez (Juvenil procedente de los UTEP Miners). Cabe mencionar que Ricardo Calatayud y Diego Herrera fueron dados de baja antes de comenzar la temporada, quedando momentáneamente una plantilla de 12 jugadores. Asimismo, se informó que Carlos Zesati llegó a prueba con el equipo. Además, el boricua Mike Rosario (Procedente de los Leones de Ponce) y el estadounidense Omar Thomas (Procedente del Basket Ferentino), se incorporaron al equipo totalizando un roster de 13 jugadores, ya que Michael Pérez también causó baja del club. Cabe señalar que Marco Ramos fue dado de baja por el resto de la temporada, debido a su comportamiento en un juego ante los Soles de Mexicali, en donde tuvo un enfrentamiento con el entrenador Eddie Casiano. Por lo mismo el roster del equipo quedó en 12 elementos, hasta que Carlos Zesati fue activado y nuevamente la plantilla estuvo conformada por 13 jugadores. No obstante, el roster volvió a contar con 14 jugadores tras la incorporación de Lonnie Vásquez (Procedente de los Pioneros de Quintana Roo). Sin embargo, el plantel volvió a sufrir modificaciones tras la llegada del estadounidense Devin Sweetney (Procedente de los Huracanes del Atlántico), y las bajas de Daniel Bejarano, Daniel Onofre y Aarón Pérez, este último por lesión, quedando en 12 el número de jugadores que integraban el roster. Por otra parte, el estadounidense Adrian Henning (Procedente de la Fuerza Regia de Monterrey) se incorporó al club en lugar de su compatriota Omar Thomas. Cabe destacar que Cristian Cortés dejó de formar parte de la plantilla al abandonar el club tras una serie de diferencias, lo mismo que Isaac Gutiérrez, quien después de pedir permiso para pasar las fiestas de Navidad con su familia ya no reportó al equipo, quedando en 10 el número de jugadores que integraban el roster en ese momento, hasta que Daniel Girón (Procedente de los Ostioneros de Guaymas) llegó al club quedando en 11 elementos la plantilla momentáneamente, ya que Adrián Zamora también abandonó al equipo y Ramsés Suárez causó baja, quedando 9 jugadores en el plantel. Para cubrir la plaza que dejó vacante por lesión Fernando Benítez, se incorporó al equipo el jarocho Yannick Marley Rodríguez (Procedente del Club Atlético Tabaré), mientras que el estadounidense Matt Glover (Procedente del Sokhumi Tbilisi) llegó en sustitución de Devin Sweetney que emigró al Spirou Basket Club. Finalmente, antes de concluir la temporada Mike Rosario dejó al equipo para incorporarse a los Cangrejeros de Santurce.
Al término de la temporada, los Halcones Rojos quedaron en la cuarta posición de la clasificación general con marca de 21 juegos ganados y 19 perdidos, siendo esta su peor temporada, para conseguir un total de 61 puntos.
Cabe mencionar que esta temporada el club volvió a pasar por graves problemas financieros, lo que trajo como consecuencia la falta de pago a los jugadores, y debido a esta falta de pago el plantel se negó a entrenar en varias ocasiones. Esto, aunado a otros problemas que se presentaron al final del torneo, dejó al equipo sin participar en la postemporada por primera vez en su historia, a pesar de haber logrado la calificación al quedar en el cuarto lugar de la clasificación general. No obstante, la directiva del club anunció a través de un comunicado que la franquicia continuaría para la próxima campaña. Sin embargo, el jueves 7 de julio de 2016 el presidente de la LNBP, Sergio Ganem Jr., aseguró en una entrevista que los Halcones Rojos Veracruz habían causado baja de forma definitiva de la Liga, por lo que la franquicia desapareció como tal.

#### 2023
"EL REGRESO"
En octubre de 2022, el gobernador del estado de Veracruz, Cuitláhuac García Jiménez anunció que el Club Halcones Rojos de Veracruz volvería a competir en la Liga Nacional de Baloncesto Profesional con un nuevo proyecto, encabezado por Roberto Alvarado Rosete.
El Auditorio Benito Juárez, abandonado tras la desaparición del equipo y utilizado esporádicamente para eventos de gobierno, fue remodelado con una inversión pública superior a los 60 millones de pesos y entregado en comodato al club.
El regreso del baloncesto profesional se produjo en mayo de 2023 con el debut de las Rojas de Veracruz en la LNBP Femenil, convirtiéndose el primer equipo profesional de mujeres en representar en la historia de la institución.
El equipo dirigido por el mexicano Israel Zermeño contó como jugadoras base a las estadounidenses Stasha Carey, Akilah Bethel, Lynetta Kizer, Aurjanee Alix y Deja Church; así como las mexicanas Abdi Xicoténcatl y Alexia Lagunas.
Las Rojas cerraron su temporada inaugural con récord de 11 ganados y 9 perdidos, logrando calificar a playoffs en sexto lugar de la competencia, donde cayeron en primera ronda ante Astros de Jalisco tras cinco partidos.
El equipo varonil debutó en agosto de 2023 ante su clásico rival, Halcones de Xalapa, marcando así su regreso a la LNBP tras siete temporadas de ausencia en el máximo circuito del baloncesto mexicano.
El coach Nicolás Casalánguida lideró al equipo encabezado por los extranjeros Tavario Miller, Isaac Hamilton, Quade Green, Michael Henry y el mexicano Alejandro Villanueva. Los Halcones Rojos finalizaron en décimo lugar con marca de 12 victorias y 16 derrotas.

## Jugadores

### Roster LNBP
| Halcones Rojos Veracruz Temporada 2024 |    |                           |                                      |
| C U E R P O T É C N I C O              |    |                           |                                      |
| Entrenador                             |    | Bandera de Puerto Rico    | Carlos Rivera Ruiz                   |
| Asistente                              |    | Bandera de Argentina      | Gabriel Piccato                      |
| Asistente                              |    | Bandera de Nigeria        | Deji Akindele                        |
| Preparador Físico                      |    | Bandera de México         | Diego Garmendia                      |
| Médico                                 |    | Bandera de México         | Cristóbal Flores                     |
| J U G A D O R E S                      |    |                           |                                      |
| Escolta                                | 0  | Bandera de Puerto Rico    | Eric Ayala                           |
| Pívot                                  | 1  | Bandera de Estados Unidos | Javion Ogunyemi (Baja)               |
| Escolta                                | 3  | Bandera de Estados Unidos | Colin Dougherty                      |
| Ala-pívot                              | 5  | Bandera de Estados Unidos | Elijah Minnie                        |
| Ala-pívot                              | 6  | Bandera de Nigeria        | Ikechukwu Somtochukwu Diogu (Baja)   |
| Alero                                  | 8  | Bandera de México         | Irwin Raúl Ávalos Bonilla (Inactivo) |
| Escolta                                | 10 | Bandera de Estados Unidos | Cameron Satterwhite (Baja)           |
| Base                                   | 11 | Bandera de México         | Carlos Ramsés Suárez Rodríguez       |
| Alero                                  | 12 | Bandera de Estados Unidos | Marshawn Blackmon                    |
| Pívot                                  | 17 | Bandera de México         | Alejandro Reyna Martínez             |
| Base                                   | 21 | Bandera de Puerto Rico    | Ivan Rafael Gandia-Rosa              |
| Base                                   | 25 | Bandera de Estados Unidos | Justin Lorenzo Dentmon (Baja)        |
| Escolta                                | 29 | Bandera de México         | Jordan Emmanuel Colosia Solano       |
| Ala-Pívot                              | 30 | Bandera de Estados Unidos | Kenneth Horton                       |
| Ala-Pívot                              | 41 | Bandera de Estados Unidos | Jerry Davon Jefferson                |
| Escolta                                | 42 | Bandera de Estados Unidos | Deshawndre Washington                |
| Escolta                                | 44 | Bandera de México         | Josué Andriassi Quintana             |
| Pívot                                  | 50 | Bandera de Nigeria        | Micheal Eric (Baja)                  |
| Base                                   | 55 | Bandera de Estados Unidos | Demetrius Barnes (Baja)              |
| = Capitán                              |    |                           |                                      |
| = Lesionado                            |    |                           |                                      |

 =  Cuenta con nacionalidad mexicana. 

### Números retirados
La organización veracruzana distinguió a su primer jugador al retirar el número que usaba en su uniforme.
| Número | Jugador                       | Nacionalidad   |
| ------ | ----------------------------- | -------------- |
| 4      | Óscar "El Diablo" Castellanos | mexicano       |
| 31     | Carlos "El Capi" Rivera       | puertorriqueño |

### Líderes históricos en promedio por partido
| Categoría         | Jugador                                     | Promedio |
| ----------------- | ------------------------------------------- | -------- |
| Créditos          | Jack Michael Martínez Ramírez (2008-2009)   | 25.42    |
| Puntos            | Charles Edward Byrd (2006)                  | 20.82    |
| Tiros de Campo    | Lawrence David Hill (2009-2010)             | 6.41     |
| Tiros de 2        | Carlus Eugene Groves (2005)                 | 7.39     |
| Tiros de 3        | Oscar Arturo Castellanos García (2005)      | 3.78     |
| Tiros Libres      | Luis Miguel Bethelmy Villarroel (2011-2012) | 3.52     |
| Rebotes           | Jack Michael Martínez Ramírez (2008-2009) * | 13.67    |
| Asistencias       | Karim Valentín Malpica Torres (2005) *      | 6.70     |
| Robos de Balón    | Karim Valentín Malpica Torres (2005) *      | 2.43     |
| Tapones           | Jason Love Lawson (2005)                    | 1.32     |
| Minutos           | Charles Edward Byrd (2006) *                | 37.85    |
| Faltas Cometidas  | Jason Love Lawson (2005)                    | 3.04     |
| Faltas Recibidas  | Reginald Jordan (2007-2008)                 | 3.71     |
| Pérdidas de balón | Karim Valentín Malpica Torres (2005)        | 2.62     |

 (*) Líder individual de esa Temporada de la LNBP. 

### Roster Campeón2011-2012
A continuación se muestra tanto al Roster de jugadores, como al Cuerpo Técnico, que participó durante toda la temporada con los Halcones Rojos Veracruz en su primer campeonato en la LNBP.
| Halcones Rojos Veracruz Temporada 2011-2012 |    |                |                                  |
| C U E R P O T É C N I C O                   |    |                |                                  |
| Entrenador                                  |    | puertorriqueño | Eddie Casiano Ojeda              |
| Asistente                                   |    | mexicano       | Oscar Arturo Castellanos García  |
| Asistente                                   |    | mexicano       | Luis Carlos Cuenca Medina        |
| Asistente                                   |    | mexicano       | Armando Delfín Hernández         |
| Preparador Físico                           |    | puertorriqueño | Alberto José Collado Galarza     |
| Médico                                      |    | mexicano       | Luis Francisco González Reséndiz |
| Utilero                                     |    | mexicano       | Juan Carlos Obdulio Cordón       |
| J U G A D O R E S                           |    |                |                                  |
| Alero / Ala-pívot                           | 1  | mexicano       | Arim Abdul Solares Astorga       |
| Escolta                                     | 7  | mexicano       | Joel Fernando Reynoso Orozco     |
| Base                                        | 8  | venezolano     | Gregory Maxdier Vargas Díaz      |
| Escolta / Alero                             | 10 | mexicano       | Miguel Ángel Ayala Jaime         |
| Base                                        | 11 | mexicano       | Héctor Nungaray Jasso            |
| Ala-pívot                                   | 12 | venezolano     | Luis Miguel Bethelmy Villaroel   |
| Pívot                                       | 13 | mexicano       | Fernando de Jesús Benítez Gómez  |
| Pívot                                       | 14 | mexicano       | Hugo Alejandro Carrillo García   |
| Ala-pívot                                   | 15 | mexicano       | Isaac Gutiérrez Ramírez          |
| Escolta / Alero                             | 18 | puertorriqueño | David Ramón Cortés Ruiz          |
| Base                                        | 21 | estadounidense | Paul Michael Stoll Hernández     |
| Alero / Ala-pívot                           | 30 | puertorriqueño | Ramón Clemente                   |
| Base / Escolta                              | 31 | puertorriqueño | Carlos Rubén Rivera Ruiz         |
| Alero                                       | 34 | mexicano       | Noé Alonzo Chávez                |
| Pívot                                       | 40 | estadounidense | Jeffrion Lemel Aubry Flores      |
| Pívot                                       | 55 | estadounidense | Shaun Pruitt                     |
| = Capitán                                   |    |                |                                  |

 = No terminaron la temporada.

### Roster Campeón2013-2014
A continuación se muestra tanto al Roster de jugadores, como al Cuerpo Técnico, que participó durante toda la temporada con los Halcones Rojos Veracruz en su segundo campeonato en la LNBP.
| Halcones Rojos Veracruz Temporada 2013-2014 |    |                |                                  |
| C U E R P O T É C N I C O                   |    |                |                                  |
| Entrenador                                  |    | puertorriqueño | Eddie Casiano Ojeda              |
| Asistente                                   |    | mexicano       | Oscar Arturo Castellanos García  |
| Asistente                                   |    | mexicano       | Luis Carlos Cuenca Medina        |
| Asistente                                   |    | mexicano       | Armando Delfín Hernández         |
| Preparador Físico                           |    | puertorriqueño | Michael Emanuel Feliciano Sule   |
| Médico                                      |    | mexicano       | Luis Francisco González Reséndiz |
| Utilero                                     |    | mexicano       | Juan Carlos Obdulio Cordón       |
| J U G A D O R E S                           |    |                |                                  |
| Base                                        | 1  | mexicano       | Javier Ramos                     |
| Base                                        | 2  | mexicano       | Brandon Abbad Heredia Moguel     |
| Ala-pívot / Pívot                           | 3  | mexicano       | Rodrigo Adrián Zamora Fernández  |
| Base                                        | 5  | estadounidense | Mike Rerome Mitchell             |
| Base                                        | 6  | mexicano       | Brody Jensen Angley Manjarres    |
| Alero / Ala-pívot                           | 7  | mexicano       | Marco Antonio Ramos Esquivel     |
| Base                                        | 8  | mexicano       | Salvador Cuevas Luna             |
| Escolta                                     | 9  | mexicano       | Francisco Javier Cruz Saldívar   |
| Escolta / Alero                             | 10 | mexicano       | Jorge Alfredo Casillas González  |
| Base                                        | 11 | mexicano       | Josué Ruiz Ochoa                 |
| Escolta / Alero                             | 12 | mexicano       | Jesús Alberto González Martínez  |
| Pívot                                       | 13 | mexicano       | Fernando de Jesús Benítez Gómez  |
| Pívot                                       | 14 | mexicano       | Hugo Alejandro Carrillo García   |
| Ala-pívot                                   | 17 | dominicano     | Edward Santana Pimentel          |
| Alero                                       | 20 | estadounidense | Leroy Edjuan Hickerson           |
| Base / Escolta                              | 21 | puertorriqueño | Filiberto Rivera Isaac           |
| Base / Escolta                              | 31 | puertorriqueño | Carlos Rubén Rivera Ruiz         |
| Ala-pívot / Pívot                           | 32 | puertorriqueño | Renaldo Miguel Balkman           |
| Alero                                       | 33 | puertorriqueño | David Huertas Solivan            |
| Alero                                       | 41 | estadounidense | James Edward Maye Jr.            |
| Escolta / Alero                             | 45 | estadounidense | Andre Emmett Jr.                 |
| Ala-pívot                                   | 57 | mexicano       | Isaac Gutiérrez Ramírez          |
| = Capitán                                   |    |                |                                  |
| = Reserva                                   |    |                |                                  |
| = Naturalizado                              |    |                |                                  |

 = No terminaron la temporada.